# Persåker
Persåker (estniska: Väike-Nõmmküla, estlandssvenskt uttal: päsjokul) är en by i Läänemaa i västra Estland, 75 km väster om huvudstaden Tallinn. Den hade 14 invånare år 2011. Persåker ligger i den del av Nuckö kommun som ligger på fastlandet, öst om halvön Nuckö. Norr om Persåker ligger Klottorp, västerut ligger Sutlep och söderut ligger Imby (estniska: Ingküla) och Nyby (Niibi) i grannkommunen Lääne-Nigula. 
Persåker ligger i det område som traditionellt har varit bebott av estlandssvenskar och även det svenska namnet på byn är officiellt.